# Tichon Konstantinow

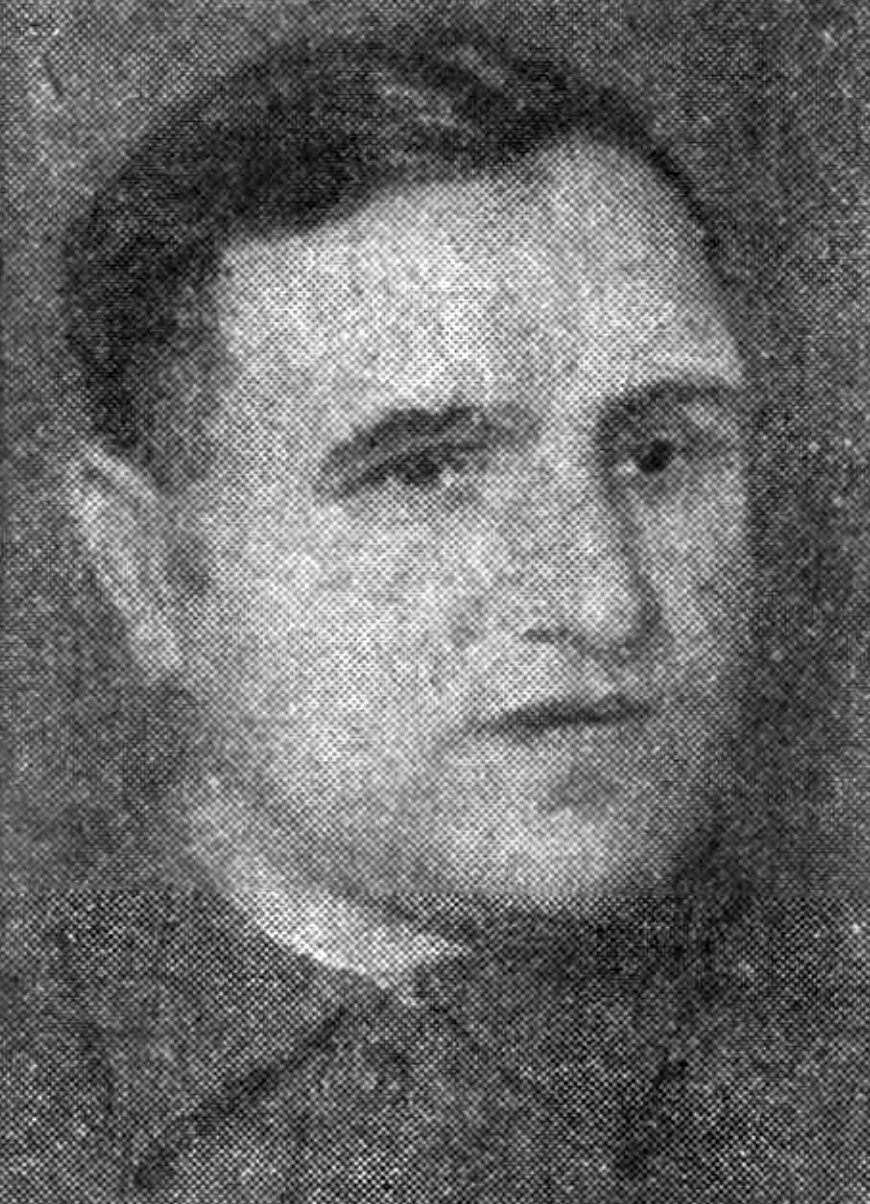

Tichon Antonowicz Konstantinow (ros. Тихон Антонович Константинов, ur. 13 sierpnia 1898 w guberni jekaterynosławskiej, zm. 20 stycznia 1957 w Kiszyniowie) – radziecki polityk, przewodniczący Rady Komisarzy Ludowych Mołdawskiej SRR w latach 1941-1945.
W 1924 wstąpił do RKP(b), od lipca 1938 do 7 czerwca 1940 przewodniczący Prezydium Rady Najwyższej Mołdawskiej ASRR. 2 lipca 1939 odznaczony Orderem Lenina. Po agresji ZSRR na Rumunię i oderwaniu od niej Besarabii i północnej Bukowiny 2 lipca 1940 został przewodniczącym powiatowego komitetu wykonawczego Rady Deputatów Robotniczych w Kiszyniowie. Od sierpnia 1940 do 10 lutego 1941 przewodniczący Rady Komisarzy Ludowych Mołdawskiej ASR, następnie przewodniczący Rady Komisarzy Ludowych Mołdawskiej SRR (do lipca 1945). Od marca 1945 członek Biura Komitetu Centralnego Komunistycznej Partii (bolszewików) Mołdawii. Od 18 czerwca 1938 do 25 stycznia 1949 kandydat na członka KC Komunistycznej Partii (bolszewików) Ukrainy.